# 미로초등학교 동산분교
미로초등학교 동산분교는 대한민국 강원특별자치도 삼척시 미로면 동산길 347-10(동산리)에 있었던 공립 초등학교이다.

## 학교 연혁
- 1975년 9월 12일 천기초등학교 동산분교장 설립 인가
- 1976년 3월 5일 개교
- 1996년 3월 1일 미로초등학교 동산분교로 개칭
- 1998년 3월 1일 폐교(미로초등학교로 통폐합)

## 같이 보기
- 미로초등학교